# ウラ日テレ
『ウラ日テレ』（うらにってれ）は、2000年4月3日から2001年3月27日まで一部の日本テレビ系列で月曜日の深夜に放送されたコント番組である。

## 概要
日本テレビの人気番組を基に当時の若手芸人がコントを制作し披露をする内容のコント番組。ベースとなる番組は日本テレビの番組名が多く書かれた番組特製ボードを利用し、若手芸人が投げたダーツで決まる。

## 出演者
- ラーメンズ
- バナナマン
- ファンキーモンキークリニック
- おぎやはぎ
- アンタッチャブル
- チョーダイ
- 底ぬけAIR-LINE
- 北陽
- 加藤明日美

## テーマになった番組
- ルックルックこんにちは
- 24時間テレビ
- 速報!歌の大辞テン!!
- 欽ちゃんの仮装大賞
- 1億人の大質問!?笑ってコラえて!
- 知ってるつもり?!
- 特上!天声慎吾
- Theサンデー
- 特命リサーチ200X
- 家なき子
- 伊東家の食卓
- いつみても波瀾万丈
- 伝説の教師
- ズームイン!朝!
- ニュースプラス1
- 金曜ロードショー
- 恋のから騒ぎ
- モグモグGOMBO
- あぶない刑事
- 西遊記
- 午後は○○おもいっきりテレビ
- それいけ!アンパンマン
- 超K-1宣言!
- どっちの料理ショー

など他多数

## スタッフ
- 構成：小野高義、オークラ、金沢達也、金森匠、兼上頼正、近藤祐次、桜井慎一、さだ、高草木靖治、天明晃太郎、成田順、平松政俊、広原伸彦、藤井茂智、桝本壮志、三田卓人、杜俊樹、渡辺勝彦
- TM：秋山真
- SW：市川正志
- CAM：青木謙一
- 音声：菅井裕一
- 調整：水越睦
- 照明：矢作真佐人
- 音効：森山顕仁
- MA：山崎秀二
- アートプロデューサー：石附千秋
- デザイン：磯村英俊
- 制作協力：日企
- 美術協力：日本テレビアート
- 技術協力：日本テレビビデオ
- 広報：村田美和
- デスク：大黒紫
- 編成：金田有浩
- 演出：松岡至、栗原甚、中村博行、元木秀和、大嶽一豪、原司、江成真二、西川大助
- プロデューサー：面高直子
- チーフプロデューサー：佐野譲顕
- 制作著作：日本テレビ